# Despotat de Morea
El Despotat de Morea (en grec:Μορέας o Μοριάς), és el nom que va prendre la província romana d'Orient de Mistràs, localitzada a la península del Peloponès, que va ser recuperada dels governants croats per Miquel VIII Paleòleg. Aquesta península s'anomenava Morea durant l'edat mitjana i va començar a dir-se Despotat de Morea a partir del moment que els seus governants van tenir el títol de dèspota el 1348.
La seva existència es va perllongar fins al 1460 i el seu territori va augmentar al llarg dels més de cent anys d'existència, fins que va cobrir la totalitat de la península. El despotat normalment va ser governat per algun membre proper a la família de l'emperador romà d'Orient. En aquesta època el títol de dèspota o despoinis era un títol nobiliari d'alt rang, concedit per l'emperador, que no s'ha de confondre amb el concepte de despotisme. La ciutat fortificada de Mistràs, a prop de l'antiga Esparta, en van ser la capital que va esdevenir un important focus de la cultura romana d'Orient. A diferència del Despotat de l'Epir, Morea no va ser mai un estat independent, sinó una regió romana d'Orient que finalment es va sotmetre a l'Imperi Otomà quan aquest van conquerir tot el territori romà d'Orient.

## Origen
Durant la Quarta Croada els croats van prendre Constantinoble —conquesta de Constantinoble (1204)— i van enderrocar l'Imperi Romà d'Orient. Els croats van fundar el Principat d'Acaia a l'antic territori romà d'Orient de Morea, amb Guillem II d'Acaia com a governant. Però l'any 1259 l'emperador de Nicea Miquel VIII Paleòleg, que s'havia proposat recuperar l'antic Imperi Romà d'Orient, el va derrotar i el va capturar en la batalla de Pelagònia. Com a resultat d'aquesta batalla els romans d'Orient van recuperar el control de la part sud de la península de Morea, que va esdevenir el nucli del futur despotat romà d'Orient de Morea i va estar en permanent en lluita contra el Principat croat d'Acaia. Poc després, l'emperador Miquel VIII Paleòleg va recuperar Constantinoble i va declarar restaurat l'Imperi Romà d'Orient. El 1263 sis mil mercenaris turcs van arribar al territori romà d'Orient —els turcople— que governava el sebastocràtor Constantí, cunyat de Miquel VIII; la majoria van tornar a Anatòlia però alguns van restar i amb el temps es van fer cristians. A l'inici del segle xiv els catalans i els turcs de la costa anatòlica (Aydın i Mentese) es van aliar i van fer algunes incursions a Morea.

## Constitució i expansió

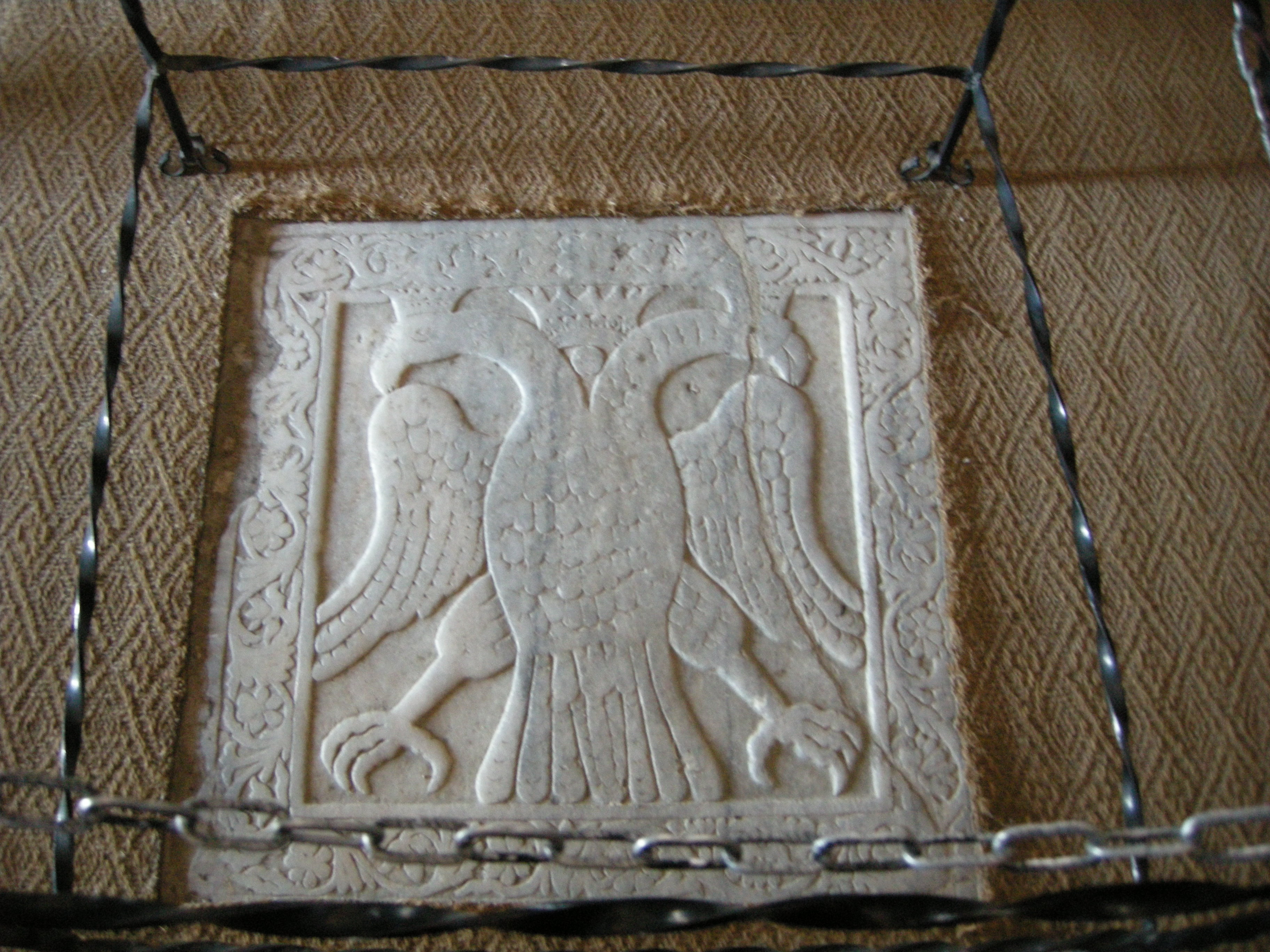
Escut de Mistràs

L'emperador romà d'Orient Joan VI Cantacuzè (1347-1355) va reorganitzar políticament la província romana d'Orient i la va constituir com un despotat perquè fos governat pel seu fill i successor Manuel Cantacuzè. El 1383 va haver un canvi de dinastia a càrrec del govern, iniciada per Teodor I Paleòleg, que va ser nomenat per l'emperador Joan V Paleòleg. Durant el seu govern, que va durar fins al 1407, no va parar de batallar fins a consolidar l'hegemonia romana d'Orient a la península. Amb Teodor II Paleòleg el despotat va arribar a la seva màxima extensió i quan va caure el darrer reducte del poder croat 1432, la ciutat de Patres, el Principat d'Acaia va quedar assimilat dins el territori de la Morea. Després de la derrota otomana a Ankara el juliol del 1402 (contra Tamerlà), i fins al 1423, el despotat havia estat en pau amb els otomans, però en aquest any Murad II va enviar Turakhan Beg en revenja pel suport donat per l'emperador Manuel II Paleòleg al fals Mustafà Celebi. Els romans d'Orient havien construït l'Hexamilion, una muralla de 10 km amb fortificacions a l'istme de Corint, però no va ser prou per aturar els turcs. En els anys següents els romans d'Orient van reforçar les seves posicions al nord i els venecians al sud (Navarino, Modó i Coró). La croada de Varna el 1444 va encoratjar al dèspota Constantí Paleòleg (1428-1449), després emperador, a arranjar i reforçar l'Hexamilion, però l'artilleria turca hi va obrir forat i els geníssers van poder passar, i ja no es va tornar a arranjar. Morea esdevingué un estat vassall de l'Imperi Otomà. El 1452 Turakhan va retornar a Morea per impedir al dèspota enviar ajut a Constantinoble, assetjada pels otomans.

## Desaparició
El 1453 Constantinoble va caure definitivament a mans dels turcs otomans sense poder rebre auxili des del Despotat de Morea. El 1456 el Ducat d'Atenes (florentí), que portava retard en el tribut, fou annexionat i el 1458 es va enviar un exèrcit a Morea que va ocupar un terç del territori (del qual en fou nomenat governador Omer) i va imposar un tribut més fort al dèspota. Hi va haver una revolta encapçalada per Manuel Cantacuzè i en la qual van participar sobretot els immigrants albanesos, que els dèspotes es van veure incapaços de sufocar. Finalment el 1460 el sultà Mehmet II va procedir a la seva conquesta: Zaghanos Pasha fou enviat contra Patres i Acaia i les poblacions romanes d'Orient van caure una darrera l'altra. El darrer reducte fou Salmenikon manada per Constantí Graetzas Paleòleg, que va caure el juliol de 1461. Només Monembasia es va lliurar de ser ocupada perquè es va posar sota protecció del Papa i de la República de Venècia. Constantí va fugir a Naupacte. El darrer dèspota Demetri II Paleòleg (1428-1460) fou tractat bé mercès a la intervenció de l'historiador Cristòbul Mehemmed i va rebre les rendes de les illes de Samotràcia, Lemnos i Tasos. Tota la península era ara otomana excepte Monembasia, Coró, Modó, Navarino, Argos, Nàuplia i el territori interior de Maïna on el 1465 el cap local Corcodeilos Cladas es va revoltar.

## Llista dels dèspotes de Morea

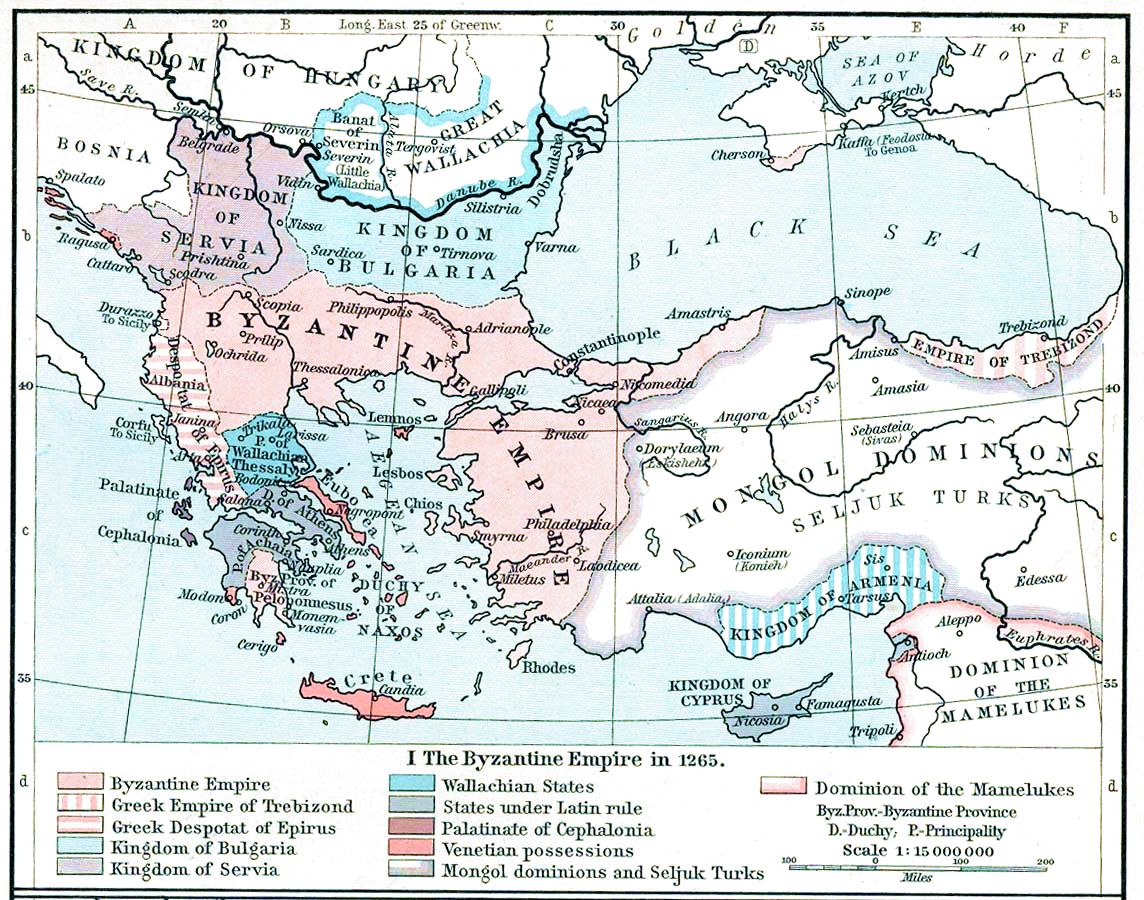
Mapa del Despotat de Morea, el 1265, també anomenada província de Mistràs.
(William R. Shepherd, Historical Atlas, 1911).

- Manuel Cantacuzè (1348-?), van intentar prendre-li el poder sense aconseguir-ho:
  - Miquel Asan ?
  - Andreu Asan (?-1354)
- Manuel Cantacuzè (restaurat) (1354-1380)
- Mateu Cantacuzè (1380-1383)
- Demetri I Cantacuzè (1383)
- Teodor I Paleòleg (1383-1407)

Creació del govern col·legiat per parelles de dos dèspotes:
- Teodor II Paleòleg (1407-1443)
- Constantí XI Paleòleg (1428-1449)
- Tomàs Paleòleg (1443-1460)
- Demetri II Paleòleg (1449-1460)